# 中川秀直
中川 秀直（なかがわ ひでなお、1944年〈昭和19年〉2月2日 - ）は、日本の政治家。自由民主党所属の元衆議院議員（10期）。旧姓佐藤（さとう）。元衆議院議員中川俊思の女婿。元衆議院議員中川俊直は次男。

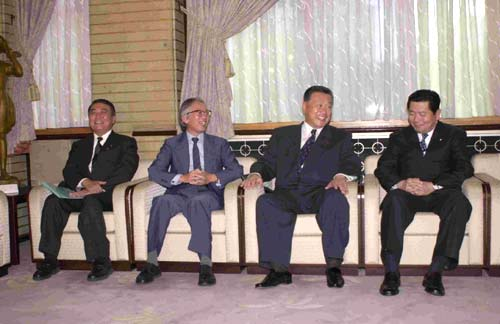
ノーベル化学賞を受賞した白川英樹と懇談する中川（右端）

自由民主党商工部会長、内閣総理大臣補佐（村山内閣）、科学技術庁長官（第54代）、内閣官房長官（第66代）、自由民主党幹事長（第39代）、自由民主党政調会長（第47代）を歴任した。

## 来歴
1944年2月2日、東京都出身。実父の佐藤胖（一級建築士、旧財閥系に統合された建設会社の常務）は静岡県小山町出身。1962年、東京都立井草高等学校卒業。1966年、慶應義塾大学法学部卒業。同年日本経済新聞社入社し、政治部記者となった。
1976年.義父・中川俊思の地盤を継ぎ、旧広島2区から新自由クラブ公認で第34回衆議院議員総選挙に出馬し初当選。1979年、第35回衆議院議員総選挙で落選し、新自由クラブを離党。1980年、第36回衆議院議員総選挙に無所属で出馬し、旧広島2区でトップ当選。当選後に自民党に入党。1989年、自民党商工部会長として消費税導入の旗振り役を務めた。1990年、第39回衆議院議員総選挙に自民党公認で出馬するも落選。1993年、第40回衆議院議員総選挙に自民党公認で出馬。旧広島2区でトップ当選し、国政復帰。
1994年、自由民主党幹事長の森喜朗の推しにより、村山内閣で内閣総理大臣補佐に就任。1996年、小選挙区制導入後初めて実施された第41回衆議院議員総選挙に広島4区から出馬し、当選。第1次橋本内閣で科学技術庁長官に就任し初入閣。2000年4月、第1次森内閣で幹事長代理に就任。2000年7月、第2次森内閣で内閣官房長官兼沖縄開発庁長官兼IT担当大臣に就任。
2000年10月、愛人問題や右翼団体員との会食などスキャンダルが報道され、3ヶ月で辞任に追い込まれた。この辞任劇が低迷する内閣支持率に悩まされていた森内閣に追い討ちをかけ、同年末の加藤の乱を引き起こす遠因になった。
2002年10月、小泉純一郎総裁の下、自由民主党国会対策委員長に就任。小泉首相の信任も厚く側近中の側近として知られた。その政治手腕を買われて異例の長期留任となり、2005年7月に国対委員長連続在職期間最長記録を更新（当時）。2020年9月4日に森山裕に更新された。在任1127日（通算3位。通算1位は森山裕）。
2005年10月、自由民主党政務調査会長に就任（初の党三役入り）。2006年9月、安倍晋三総裁の下で自由民主党幹事長に就任。党選挙対策本部長代理、党北朝鮮核実験問題対策本部長を兼務。2007年7月、第21回参議院議員通常選挙での自民党惨敗を受け、幹事長を引責辞任する意向を表明。同年8月27日の内閣改造・党役員人事において幹事長を退任。2007年10月、幹事長就任以来、離脱していた町村派に復帰。福田康夫内閣での町村信孝の内閣官房長官就任を受け、町村派が集団指導体制に移行したのに伴い、町村、谷川秀善と共に町村派代表世話人に就任。
2009年8月、第45回衆議院議員総選挙に広島4区から出馬するも、小選挙区では民主党の空本誠喜に敗れ落選。重複立候補していた比例中国ブロックで復活した。比例中国ブロックで当選した4人の自民党候補のうち、日本看護連盟の組織内候補で比例中国ブロック1位に優遇されている阿部俊子（岡山3区で平沼赳夫に敗れ比例復活）、（小選挙区での出馬希望が通らず、コスタリカ方式でそれぞれ2・3位の）村田吉隆・河井克行を除けば、本来の意味での比例復活候補は中川のみ。同年10月、派閥政治からの脱却を宣言し、町村派を退会した。なお、町村派内で共同歩調を取っていた小池百合子も、総選挙後に町村派を退会した。2012年4月、郵政民営化法改正案に反対。同年9月30日、次の衆議院選挙には立候補せず、議員を引退する意向を表明。政治活動は継続する予定とした。同年11月12日、自民党県連で、後継候補に次男の俊直の擁立を正式に決定。俊直は、12月16日の第46回衆議院議員総選挙において広島4区で初当選した。
2016年11月、旭日大綬章を受章。

## 人物
- 中選挙区時代は全国でも有数の激戦区として知られる、旧広島2区[9]から立候補しており、落選経験もある。小選挙区（広島4区）になってからは、地元が近いが高齢であった谷川和穂を比例単独候補にして以来小選挙区で連勝していたが、2009年の総選挙で初めて民主党の空本誠喜に敗れ、比例で復活当選した。
- 自身の選挙区で生まれ育ったプロボクサー坂田健史（世界ボクシング協会フライ級前選手権者）の後援会会長を務めた。
- 2006年4月、次男・俊直が東広島市長選に立候補する。国政選挙並みの選挙戦を繰り広げるも落選。
- 2000年の第42回衆議院議員総選挙において、森喜朗の指示を受けて塩川正十郎に引退を勧告した際、塩川に灰皿を投げつけられ「帰れ！」と怒鳴られた。
- 2006年の自民党総裁選挙では、津島派や伊吹派の候補擁立を阻止し、また積極的な多数派工作を進めて安倍晋三優位の流れを作った。
- 安倍晋三支持を強く主張した際、安倍政権を実現できれば中川自身は絶対に入閣しない、以後も大臣にならないと森喜朗との間で約束した。
- 2006年の安倍政権では総裁派閥に属する中川が自民党幹事長に選出され、総幹分離の原則を崩したことで注目された。
- 2006年11月、郵政造反組復党問題に絡み、党幹事長の立場として党内や世論の反発と首相の意向に考慮する形で、平沼赳夫ら造反議員に対し復党において厳しい条件を提示した。
- 日本銀行がゼロ金利政策解除の検討に入ったときには、「日銀法の改正」に言及した。日銀が主張する中央銀行の独立性に対して政策決定会合の議事録が10年間非公開という問題を指摘し透明性の確保がない独善と白川方明（当時日銀総裁）を批判した。
- 2007年2月18日、「首相が入室したときに起立せず、閣議が始まっても私語をやめないなど、忠誠心がない閣僚は官邸から去るべき」「閣僚や官僚には、首相に対する絶対的な忠誠心が必要だ」などと発言し、党内外にて大きな反響を呼ぶ。詳細は#「忠誠心」発言を参照。

- 2007年の自民党総裁選挙では、麻生太郎幹事長が安倍晋三首相（いずれも当時）の辞意を聞きながら、翻意を促すことなく逆に政権獲得に動いたとされる、いわゆる「麻生クーデター説」を流布したとされる。
- 自身の選挙区である広島県安芸郡府中町出身・同年齢の作家大下英治からは「しゅうちょく」さんと呼ばれている。

## 政策・主張

### 「上げ潮派」
財政再建に対しては、上げ潮派とされている。消費税を増税するよりも、まず政府の無駄な出費を減らし、欧米並みの名目経済成長率で極力解消させる方針を自著などでかねがね主張している。これを「悪魔的手法」と評した与謝野馨を筆頭とする財政再建重視派と対立しているとも言われる。
2012年6月26日の衆議院本会議における消費増税関連法案の採決では自民党議員の中でただ一人反対の意志を示すために欠席した。

### 日本への移民受け入れを推進
外国人材交流推進議員連盟の会長として移民の受け入れに積極的であると言われる。日本における将来的な労働力不足への対応として、総人口の10%（約1000万人）を移民が占める「多民族共生国家」を50年がかりで作ると宣言している。日本を“移民国家”として定義し、「移民法」の制定や「移民庁」の設置を提言している。

### センター試験への韓国語の導入
外務省アジア局の北東アジア課課員だった城内実が文部科学省に働きかけたセンター試験外国語科目への韓国語導入に、当時官房長官の立場で関与したとされる。

### 世襲立候補の制限
岳父である中川俊思の後継者として政界入りしたが、政治家の世襲立候補に対して批判的な姿勢を取っている。
2009年4月23日の講演にて、秀直は世襲候補者を巡る議論について触れたうえで、「私には息子が2人いるが、自分の選挙区（衆院広島4区）を継がせるつもりはまったくない」と断言した。同年5月13日発売の『週刊文春』には息子の俊直と共に登場し、秀直は「自分の選挙区から息子を出さない」、俊直も「父の選挙区から立候補しません」と発言し、「世襲放棄宣言」を発した。しかし、息子への世襲を否定したものの、岳父から地盤を譲られた秀直本人は従来どおり立候補すると主張しているため、国土交通大臣の金子一義から「『世襲禁止』と言うなら、現職も（出馬を）やめなければ（いけない）。自分の身は安全に置いて、次はダメというのは国民が納得するのかなと思う」と指摘されるなど、疑問視する意見が相次いでいる。
また、俊直は2006年に、秀直の選挙区の最大の票田である東広島市の市長選挙に立候補したが落選している。2010年1月には、俊直は参議院広島県選挙区からの立候補を目指し、自由民主党の公募選考に応募することを表明し、応募者5人による予備選挙に臨んだが、党員の支持を集めきれず、前衆議院議員の宮澤洋一が公認候補に決まった。
俊直は父秀直の引退表明後、自民党の公募に応募し、父の跡を継ぐ形で広島4区から出馬が決定、2012年の第46回衆議院議員総選挙に出馬し、前回の選挙で父を下した空本誠喜を破り初当選するも、父と同様愛人問題を起こし辞任、離党している。

## 言動

### 統一協会との関係
- 2006年6月に、統一教会の集団結婚式（天宙平和連合祖国郷土還元日本大会）に祝電を送ったと日本共産党の機関紙しんぶん赤旗に報じられた[23]。
- 2013年2月、統一教会の元広報委員長で、世界戦略総合研究所会長の阿部正寿は、エマヌエル阿部有國の筆名で『安倍政権の強みがわかる―日本 [精神] の力』（平成出版）を出版。同月7日、出版記念パーティーが憲政記念館で開かれ[24][25]、中川は同パーティーに、下村博文、義家弘介、磯﨑仁彦、上野通子とともに出席した[26][27]。

### ブログ・SNS
- 新聞記者出身らしく、自らのホームページのコラム連載を一日も欠かしたことがない。各紙社説や論説記事のほぼ全文を転載して叩き台とし、自らの所見を「中川の眼」と題し展開するスタイルが多い。その後、掲載媒体をウェブサイトからブログに移し、タイトルを「中川の眼」から「トゥデイズアイ」に変更した。
- 2009年5月1日より、mixi内に公認アカウントを開設している。マイミクシィは申請すると自動で承認される。日記はほぼ毎日更新され、選挙活動の様子を写真とともに綴っている。コメントは禁止されている。（「最大コメント数に達した為、これ以上この記事にコメントすることができません。コメント数の上限は0件です」と表示される）

### 中川昭一との関係
同じ苗字を持ち、同時に自民党党三役に入ったことがある衆議院議員・中川昭一とはしばしば比較されたが、両者間での血縁関係は無い。また、中川秀直の政治思想は中川昭一のそれとは対照的で、経済政策においては増税を先送りする、いわゆる上げ潮派。対外的にも親中派とされ、靖国神社に代わる国立追悼施設の建設を持論としていた。また、中川秀直は中川昭一が強く反対した人権擁護法案を支持していた。
2006年（平成18年）、中川昭一の盟友である安倍晋三は自由民主党総裁に就任、中川昭一を同党の政調会長、中川秀直を同・幹事長とした。
当初は文部科学大臣就任が有力視されていた昭一であったが、政治理念の多くを安倍と異にする中川秀直の幹事長就任が決定したことから、それへの牽制を考えた安倍によって急遽、政調会長に据えられたとも言われた。
政調会長となった中川昭一は、北朝鮮政策に関する党内議論などを一任されたものの、安倍や昭一らとは理念が異なる中川秀直の幹事長就任は、その後の安倍政権運営の躓きの発端であったともいわれ、思想家の藤原正彦や政治評論家の屋山太郎などは「中川秀直を幹事長から解任すべき」と提言していた。郵政造反組復党問題に際して中川昭一は、造反組に反省と総括を要求する中川秀直と衝突、「まるで天安門事件のよう」と評した。

### 「忠誠心」発言
2007年2月18日に行なった宮城県仙台市での講演で、「首相が入室したときに起立せず、閣議が始まっても私語をやめないなど、忠誠心がない閣僚は官邸から去るべき」「閣僚や官僚には、首相に対する絶対的な忠誠心が必要だ」などと発言し、安倍内閣閣僚の緊張感が欠けていることを嘆いた。

### 党役員として内閣官房長官を叱責
閣僚の問題発言（「産む機械」「米軍沖縄基地」）などが目立つ中、内閣官房長官塩崎恭久を呼びつけて叱責した。党の幹事長が内閣官房長官を叱責するのは異例であり、産経新聞では「党高官低」を印象付けたと報じられた。

### 麻生クーデター説
2007年9月12日、安倍晋三は突如首相辞任を発表。第21回参議院議員通常選挙で歴史的敗北を喫した後もその職に留まり、政策遂行への意欲を示し続けていただけに、突然とも言うべき辞任宣言には様々な憶測が乱れ飛んだ。その決定的な理由とされたのがいわゆる「麻生クーデター説」である。つまり、インドなどアジア諸国外遊を終え帰国後発足した第1次安倍改造内閣で安倍はまったく人事権を行使できず、自民党幹事長に就任した麻生太郎と内閣官房長官の地位に就いた与謝野馨が完全に人事の主導権を握り、最も信頼していた麻生に裏切られたと感じた安倍が絶望の極地に達し、辞任へとつながった。これがクーデター説と言われるもので、安倍首相辞任の同日に放送された『NEWS ZERO』で流布され始める。
これにより、町村派内で麻生擁立論が急速にしぼむなど、安倍後任に当初絶対的有利とされていた麻生は一夜にして失速、翌日出馬表明した福田康夫元官房長官に為公会を除く全派閥幹部や小泉純一郎前首相が支持を表明し、福田総裁への流れが作られることになる。だが、このクーデター説は後に風説の流布、デマであることが明らかになる。『週刊新潮』、『週刊文春』両9月27日号はクーデター説は悪質なデマであり、この件をマスコミに流したのが中川であると断じている。また、「クーデター説」定着に一役かったとされる片山さつきとはかねてから近しい関係にあり、郵政選挙の際、中川は応援に出向いている。

## 麻生おろし
- 2008年11月29日、大阪市における講演で麻生太郎首相の政策や政権運営に批判的な小池百合子元防衛相、渡辺喜美元行政改革担当相ら自民党内の20人の国会議員とともに「ポスト麻生」をにらんだ社会保障に関する議員連盟を12月初旬に設立することを表明した[28]。また、12月6日のテレビ番組では政界再編について「総選挙が終わって、その瞬間に判断する」と述べ、再編の可能性をにじませながらも選挙前の再編には否定的な考えを示した[29]。2009年になると麻生内閣の退陣運動を開始し、2009年7月の代議士会では麻生総理の面前で退陣を求めた[30]。

### 麻生政権以降
2008年自由民主党総裁選挙では所属する町村派のベテラン勢が麻生太郎を推す中、小泉改革路線の継承を掲げて女性候補・小池百合子を擁立する分派行動に出る。総裁選の結果、麻生政権が発足すると非主流派の急先鋒になるとともに町村派内の麻生支持グループとも対立。2009年7月の麻生おろしでは主導的役割を担うが麻生政権下での衆議院解散・総選挙が決定すると麻生と和解した。しかしこの総選挙では小選挙区で敗れ比例復活で再選したことから求心力が低下。同年10月、町村派を退会した。

## 騒動
愛人への捜査情報漏洩
2000年、写真週刊誌等に中川が愛人と一緒に撮影した写真やビデオが掲載され、内閣官房長官辞任に追い込まれた。
職務上知り得た秘密を捜査対象者に漏らす行為は国家公務員法違反、捜査妨害容疑に該当する可能性があり、野党から追及された。2000年10月26日の衆議院内閣委員会では仙谷由人や長妻昭らが中川に対し直接質問するなど、国会審議でも取り上げられた。
長妻が提示した録音テープのやり取りによれば、中川とされる人物が「ともかく、なにか、覚醒剤の関係で警察も動いているよ、多少」「警視庁の保安課が動いているから。覚醒剤の動きが確かにあるよ。本当に……」「いや、君の関係を内偵しとるちゅうんだよ」と女性に対して発言しており、情報の出所については中川とされる人物が「それは警察情報だよ」「そう、私の方の情報だ」と発言している。このテープのやり取りについて、長妻は「どう考えてもあなたの声なんですよ、言い回しも含めて」と主張したが、中川は「そういう会話をした覚えはございません。記憶もございません。そしてまた、そのような情報を得てそういうことを伝えるなどという、そんなルートもなければ、そういうこともございません」と答弁し明確に否定した。
また、中川の寝室内で撮影した愛人とされる女性の写真についても、国会で取り上げられた。その際の中川の答弁によれば、中川の運転手に対し見知らぬ女性が中川邸を見たいとねだったため、運転手が女性の要求に従い寝室に案内したことがあり、雑誌に公開された写真はそのときに撮影したものではないか、としている。中川の説明に対し、長妻は「常識で考えておかしい」「不可解な話」であると指摘している。その後、一連の騒動の責任をとる形で内閣官房長官辞任を発表した。
在日韓国人にパーティー券を売らせる
2005年5月16日、在日韓国人系信用組合「近畿産業信組」の青木定雄（MKタクシー会長）会長や幹部が、本店の部長や支店長に指示し、自民党国会対策委員長の中川秀直衆院議員の政治資金パーティー券を販売させていたのが発覚。青木会長がオーナーを務めるタクシー会社エムケイが中川事務所から引き受け、近産信の職員に販売させた。枚数について中川事務所は「エムケイに百枚」、青木会長は「近産信で七十〜百十枚」としている。
政治的中立を求めた中小企業等協同組合法に抵触する可能性があると報道される。
財団法人自宅提供問題
2007年2月22日、中川の自宅や後援会事務所が、財団法人所有の土地に建てられていることが発覚した。財団法人は公益法人であり、政治家の後援会や個人の自宅として私的使用することが問題視されている。

## 選挙歴
| 当落 | 選挙                   | 執行日         | 年齢 | 選挙区              | 政党         | 得票数     | 得票率 | 定数 | 得票順位 /候補者数 | 政党内比例順位 /政党当選者数 |
| ---- | ---------------------- | -------------- | ---- | ------------------- | ------------ | ---------- | ------ | ---- | ------------------ | ---------------------------- |
| 当   | 第34回衆議院議員総選挙 | 1976年12月05日 | 32   | 旧広島2区           | 新自由クラブ | 6万8212票  | 16.81% | 4    | 1/8                | /                            |
| 落   | 第35回衆議院議員総選挙 | 1979年10月07日 | 35   | 旧広島2区           | 新自由クラブ | 5万3489票  | 14.48% | 4    | 5/7                | /                            |
| 当   | 第36回衆議院議員総選挙 | 1980年06月22日 | 36   | 旧広島2区           | 無所属       | 8万1253票  | 21.00% | 4    | 1/6                | /                            |
| 当   | 第37回衆議院議員総選挙 | 1983年12月18日 | 39   | 旧広島2区           | 自由民主党   | 6万3847票  | 16.99% | 4    | 4/6                | /                            |
| 当   | 第38回衆議院議員総選挙 | 1986年07月06日 | 42   | 旧広島2区           | 自由民主党   | 7万2114票  | 18.37% | 4    | 3/6                | /                            |
| 落   | 第39回衆議院議員総選挙 | 1990年02月18日 | 46   | 旧広島2区           | 自由民主党   | 6万6035票  | 16.45% | 4    | 5/6                | /                            |
| 当   | 第40回衆議院議員総選挙 | 1993年07月18日 | 49   | 旧広島2区           | 自由民主党   | 10万2269票 | 26.30% | 4    | 1/6                | /                            |
| 当   | 第41回衆議院議員総選挙 | 1996年10月20日 | 52   | 広島4区             | 自由民主党   | 9万7056票  | 69.68% | 1    | 1/3                | /                            |
| 当   | 第42回衆議院議員総選挙 | 2000年06月25日 | 56   | 広島4区             | 自由民主党   | 10万2900票 | 63.99% | 1    | 1/3                | /                            |
| 当   | 第43回衆議院議員総選挙 | 2003年11月09日 | 59   | 広島4区             | 自由民主党   | 8万6275票  | 54.74% | 1    | 1/5                | /                            |
| 当   | 第44回衆議院議員総選挙 | 2005年09月11日 | 61   | 広島4区             | 自由民主党   | 11万46票   | 58.46% | 1    | 1/3                | /                            |
| 比当 | 第45回衆議院議員総選挙 | 2009年08月30日 | 65   | 比例中国（広島4区） | 自由民主党   | 9万7296票  | 47.76% | 11   | 2/3                | 4/4                          |

## 系譜
中川家
中川家について、『中川秀直物語 - 衆議院議員 中川秀直 公式サイト』によれば、
「義父中川俊思は生粋の党人派政治家だった。貧しい農家の出身でリヤカーを引いて選挙運動をし、当選すれば「議員も大臣、政務次官（注・今の副大臣）等に なったとたん、官僚の軍門に降ってミイラ取りがミイラとなるがごときだらしなさは、厳に慎まねばならぬ」などと堂々と国会で演説し、厳しく役所と官僚に取り込まれる議員を追及した。そんな気骨の持ち主だった。
妻佳津子とは、高校三年生のときに通っていた予備校で教室が一緒だったのだが、大学で運命的な再会となった。すぐに声をかけ、付き合いが始まり、大学を卒業した年に結婚することになった。恋愛結婚であるという。
```
　　　　　（佐藤）
佐藤胖━━━中川秀直
　　　　　　　┃
　　　　　　　┣━━━━━中川俊直
　　　　　　　┃
中川俊思━━佳津子

```

## 政治資金
消費者金融など貸金業界の政治団体「全国貸金業政治連盟」（全政連）から政治献金を受けていると日本共産党の機関紙「しんぶん赤旗」は伝えた。
実業家の満井忠男から献金を受けていたことが一部メディアで報じられている。

## 主な所属していた団体・議員連盟
- 神道政治連盟国会議員懇談会
- たばこと健康を考える議員連盟
- 活字文化議員連盟会長
- 日本・チリ友好議連会長
- 日本・メキシコ友好議連会長
- 日韓議員連盟副会長
- 日本・宇宙議員連盟会長
- アムネスティー議員連盟会長
- 地域廃棄物適正処理推進議連会長
- 弁理士制度推進議連会長
- 中小企業と地域再生議員連盟会長
- 自動車議連幹事長
- 北京オリンピックを支援する議員の会
- 外国人材交流推進議員連盟会長
- クラスター爆弾禁止推進議員連盟発起人

## 著書
- 『地球時代のニッポン : 2001年人間愛国家論』わせだ書房、1983年7月21日。
- 『新・地球時代のニッポン : 激動の通産政務次官17カ月 二十一世紀・日本への提言』未来経済研究会、1987年12月1日。